# Старая Крепость
Старая Крепость (каз. Старая Крепость) — село в Бескарагайском районе Абайской области Казахстана. Входит в состав Глуховского сельского округа. Код КАТО — 633637600.

## Население
В 1999 году население села составляло 100 человек (53 мужчины и 47 женщин). По данным переписи 2009 года, в селе проживало 125 человек (65 мужчин и 60 женщин).